# Полукаров, Николай Тихонович
Никола́й Ти́хонович Полука́ров (25 сентября 1921, Бобровка, Тульская губерния — 22 мая 1996, Тула) — советский офицер, лётчик-штурмовик в годы Великой Отечественной войны, Герой Советского Союза (10.4.1945).

## Биография
Родился 25 сентября 1921 года в деревне Бобровка (ныне — в Венёвском районе Тульской области) в семье крестьянина. Русский. Уехал в Сталиногорск, где окончил Сталиногорский химический техникум и Тульский аэроклуб. С 1940 года в рядах РККА. В 1941 году окончил Таганрогскую военно-авиационную школу пилотов.
Участник Великой Отечественной войны с июля 1943 года: воевал на Воронежском, Степном, 1-м Украинском и 2-м Украинском фронтах. Член ВКП(б)/КПСС с 1944 года.
К январю 1945 года командир звена Ил-2 140-го гвардейского штурмового авиационного полка 8-й гвардейской штурмовой авиационной дивизии 1-го гвардейского штурмового авиационного корпуса 2-й воздушной армии гвардии лейтенант Н. Т. Полукаров совершил 92 боевых вылетов на штурмовку объектов противника в тылу и на переднем крае. Провёл 14 воздушных боёв, сбив 3 самолёта противника. Всего же за войну на счету командира звена лейтенанта Н. Т. Полукарова 118 боевых вылетов.
Указом Президиума Верховного Совета СССР от 10 апреля 1945 года «за образцовое выполнение боевых заданий командования по уничтожению живой силы и техники противника и проявленные при этом мужество и героизм» гвардии лейтенанту Н. Т. Полукарову присвоено звание Героя Советского Союза с вручением ордена Ленина и медали «Золотая Звезда» (№ 6075).
После войны продолжал службу в ВВС. В 1951 году окончил Военно-воздушную академию. Летал на реактивных машинах. С 1958 года гвардии полковник Н. Т. Полукаров — в запасе. Жил в городе Тула, с 1963 года работал преподавателем в Тульском политехническом институте, доцент кафедры гражданской обороны.
Умер 22 мая 1996 года.

## Труды
Автор свыше 20 научных и учебно-методических работ и книг-мемуаров:
- Полукаров Н. Т. Атакует «Чёрная смерть». Тула, 1973. 112 с.

## Награды
- медаль «Золотая Звезда» № 6075 Героя Советского Союза (10 апреля 1945);
- орден Ленина (10 апреля 1945);
- два ордена Красного Знамени (11 октября 1943[1], ??);
- орден Александра Невского (7 октября 1944[1]);
- орден Отечественной войны I степени;
- орден Отечественной войны II степени (6 сентября 1943[1]);
- орден Красной Звезды;
- медали.